# Lasioscopus acmaeops
Lasioscopus acmaeops är en insektsart som beskrevs av Jacobi 1909. Lasioscopus acmaeops ingår i släktet Lasioscopus och familjen dvärgstritar. Inga underarter finns listade i Catalogue of Life.